# Fähallen
Fähallen är en ort, belägen utefter länsväg K 567 i Mörrums socken i Karlshamns kommun. Mellan 2015 och 2020 samt åter från 2023 avgränsade SCB här en småort.